# Червикати
Червикати (итал. Cervicati) — коммуна в Италии, располагается в регионе Калабрия, подчиняется административному центру Козенца.
Население составляет 1018 человек, плотность населения составляет 85 чел./км². Занимает площадь 12,09 км². Почтовый индекс — 87010. Телефонный код — 0984.
Покровителем населённого пункта считается святитель Николай, Мирликийский Чудотворец. Праздник ежегодно празднуется 16 августа.